# Уберита
Уберита або Убертас, Уберитас (лат. Ubertas, Uberitas —родючість) — римська богиня багатства, персоніфікація (уособлення) плодючості, насамперед родючості землі.

## Уберита в нумізматиці
Убериту карбували на монетах Римської імперії, починаючи з правління імператора Деція Траяна. Символізувала багатство імперії. Її зображали як жінку з рогом достатку в одній руці та гаманом із грошима в іншій (щоправда через неточне зображення дослідники висловлювали припущення, що це гроно винограду або навіть коров'яче вим'я). Гаманець, імовірно, означає імператорську великодушність.
На реверсі різних монет з Уберитою зустрічаються кілька варіантів легенд: VBERITAS AVG, VBERTAS AVGG, VBERTAS AVG, VBERTAS SAECVLI.